# Stephanandra
Stephanandra es un género con tres especies de plantas perteneciente a la familia de las rosáceas.

## Descripción
Son arbustos caducifolios con hojas con márgenes que parecen las del arce y que tienen en otoño un color  amarillo-naranja. Stephanandra llega a medir los 60 cm de alto y se extiende por rebrotes. Sus frutos son secos y dehiscentes.

## Taxonomía
Stephanandra fue descrita por Siebold & Zucc. y publicado en Abhandlungen der Mathematisch-Physikalischen Classe der Königlich Bayerischen Akademie der Wissenschaften 3(3): 739, en el año 1843. La especie tipo es: Stephanandra flexuosa Siebold & Zucc. 

## Especies
- Stephanandra chinensis
- Stephanandra incisa
- Stephanandra tanakae